# Klarenthal (Saarbrücken)
Klarenthal (ⓘ, im örtlichen Dialekt Klaredòòl) ist ein Stadtteil der saarländischen Landeshauptstadt Saarbrücken im Stadtbezirk West. Er trägt die Bezirksnummer 22.

## Geographie/Partnerschaft
Klarenthal ist der westlichste Stadtteil der Landeshauptstadt und grenzt an die Stadtteile Ottenhausen, Krughütte, Neu-Aschbach, Gersweiler, an die Völklinger Stadtteile Fenne, Fürstenhausen und Geislautern sowie an die Gemeinden Großrosseln (Regionalverband Saarbrücken) und Petite-Rosselle (Lothringen). Von der Partnergemeinde Schœneck (ebenfalls Frankreich, seit 2012) ist Klarenthal de jure durch einen wenige Meter schmalen „Streifen Gersweiler“ getrennt.

## Geschichte
Der Name Klarenthal hängt zusammen mit der Entstehung: Am 9. April 1662 (Datum der Gründungsurkunde) errichtete der damalige Landesherr der Grafschaft Saarbrücken, Graf Gustav Adolf von Nassau-Saarbrücken, in diesem Gebiet eine Glashütte, die er nach seiner Ehefrau, Gräfin Eleonore Clara von Hohenlohe, „Clarathal“ nannte und ihr anscheinend zur bevorstehenden Hochzeit schenken wollte. Die Glashütte hatte bis 1723 Bestand.

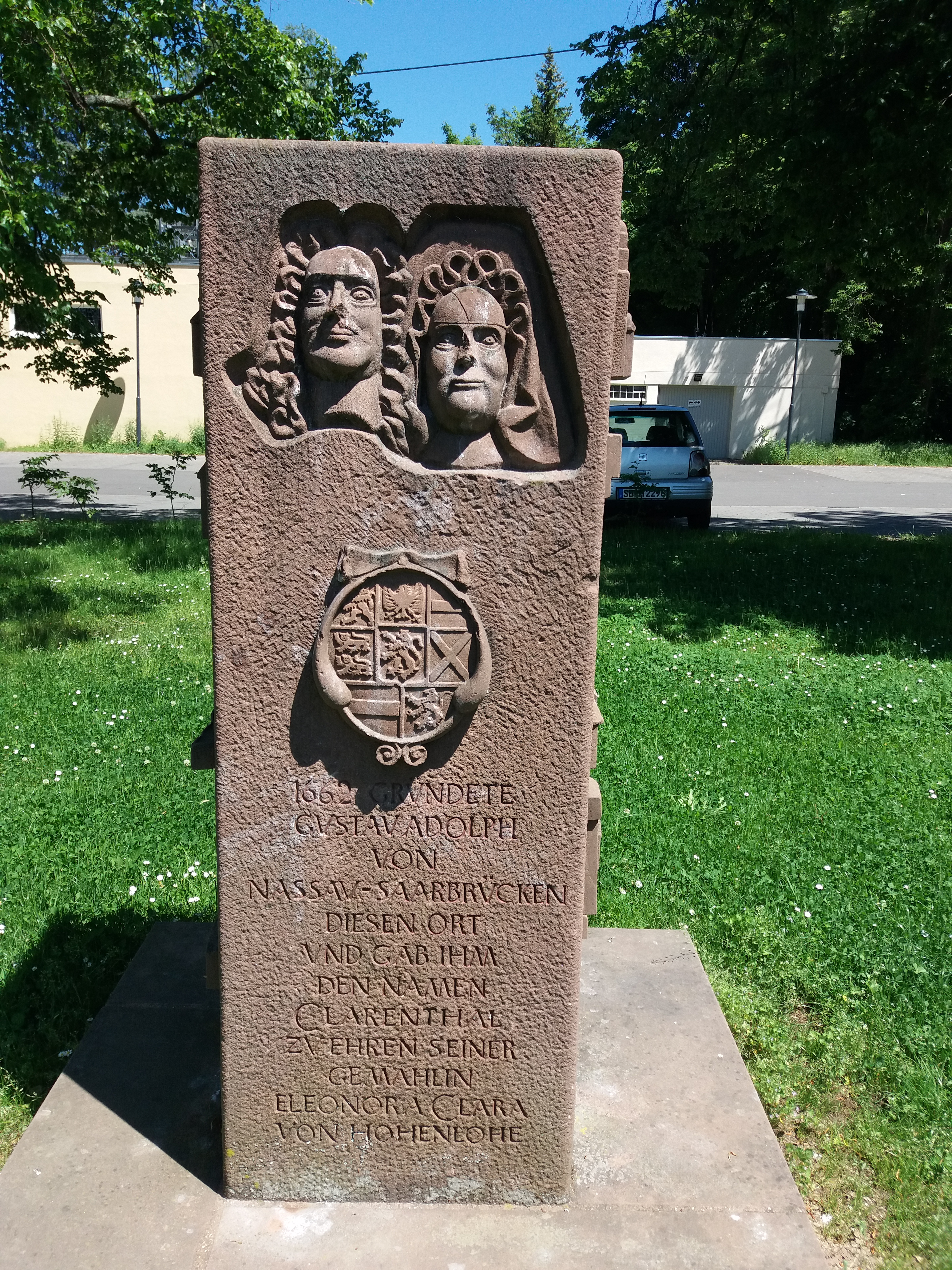
Gedenkstein Ortsgründung

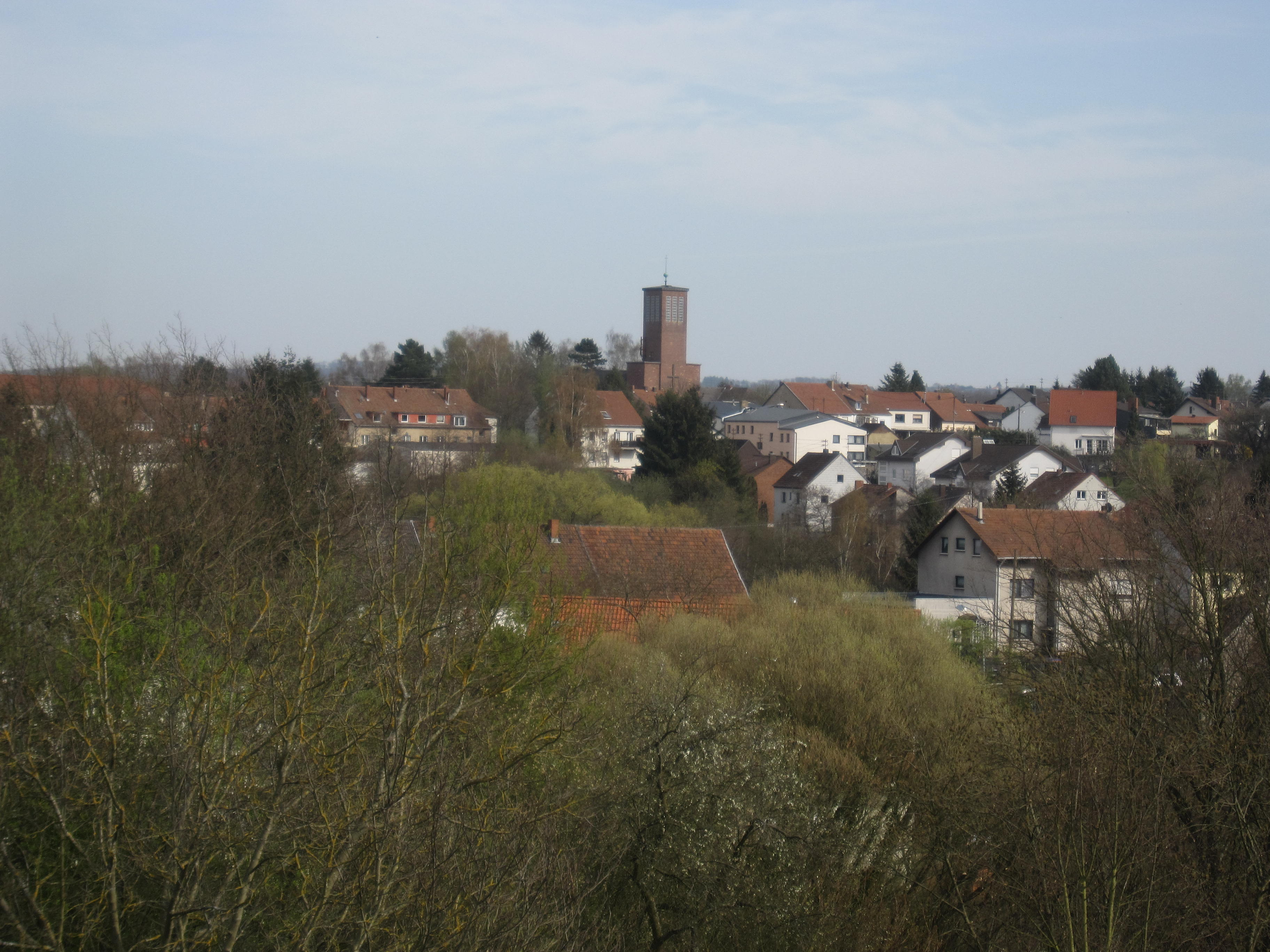
Ortsansicht mit ev. Kirche

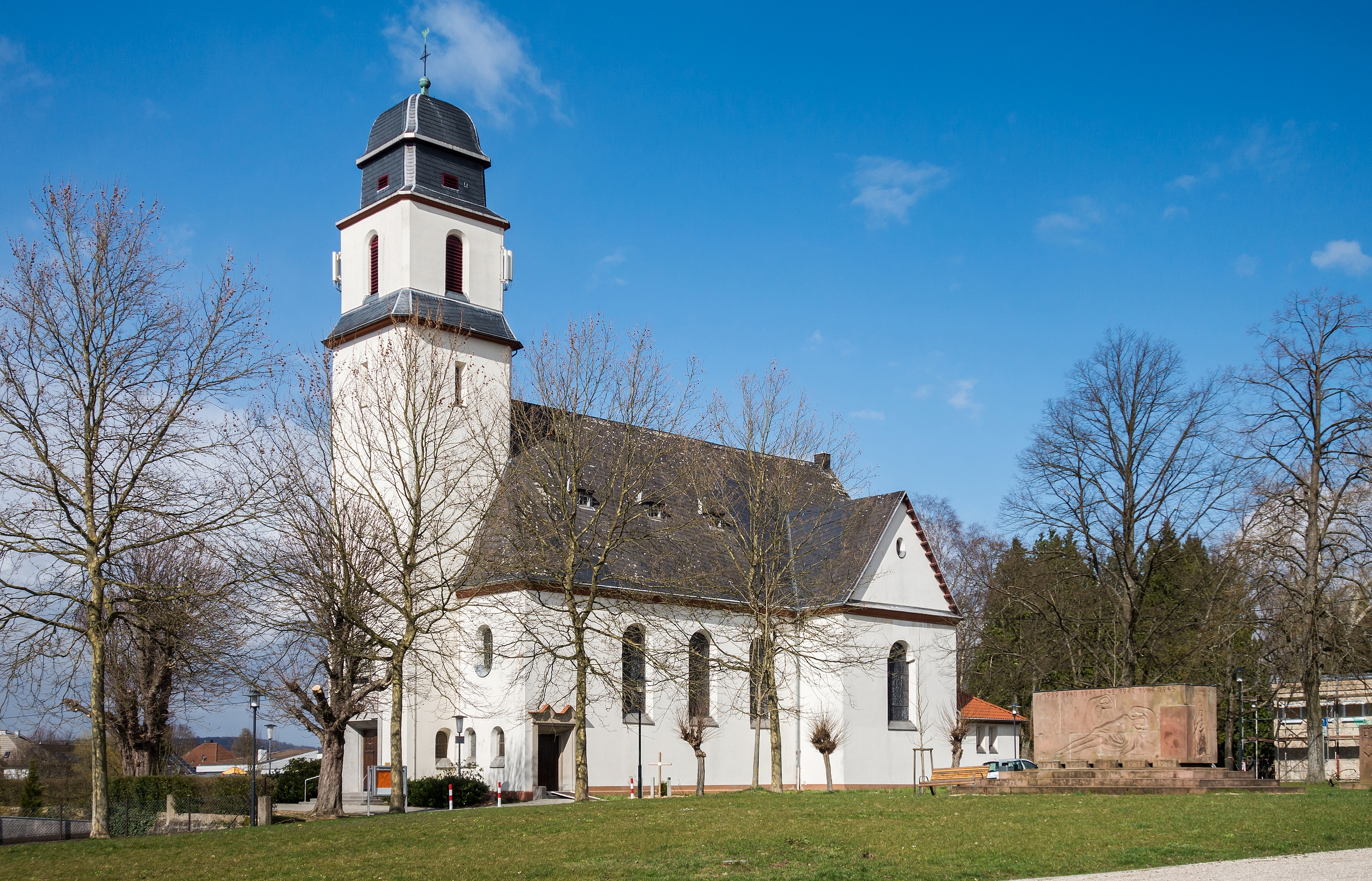
Kath. Kirche St. Bartholomäus

Die materiellen Bedingungen für eine Glasindustrie waren günstig: der umliegende Wald, der zum Stift St. Arnual gehört, lieferte Brennmaterial und Pottasche, der Buntsandstein der Gegend den nötigen Sand. Die Glasindustrie, um die herum eine Siedlung wuchs und die zeitweise Glas bis nach Holland lieferte, hat ihre Spuren in den Glasmacherpfeifen des Ortswappens hinterlassen, das 1955 zeitgleich mit der Entscheidung des Saargebiets, der Bundesrepublik Deutschland beizutreten, veröffentlicht wurde. Weitere wichtige Wirtschaftszweige waren die Tonindustrie (Ziegel und Gefäße), zeitweise die Landwirtschaft, eine Raffinerie, die gegen 1990 stillgelegt wurde, und der Bergbau (bis in die zweite Hälfte des 20. Jahrhunderts). Von den 299 Toten beim Unglück der Grube Luisenthal 1962 stammten acht aus Klarenthal.
Während des Völkerbund-Mandats über das Saargebiet (1920–1935) bestand in Klarenthal eine Domanialschule.
Seit den 1930er Jahren gab es mehrere Jahrzehnte lang in Klarenthal ein von einem Bach gespeistes Strandbad am Waldrand, das als eine der größten und schönsten Badeanstalten des Saarlandes galt und an manchen Sonntagen bis zu 5000 Badegäste beherbergte. Im Januar 1933 übernahm der Kösener Senioren-Convents-Verband eine Patenschaft für Klarenthal. Mit der Rückgliederung des Saargebiets Anfang 1935 war sie nach zwei Jahren hinfällig.
1939 und 1944, am Anfang und gegen Ende des Zweiten Weltkriegs, wurde ein Großteil der Bevölkerung u. a. nach Hessen und Thüringen evakuiert, weil wegen der nahegelegenen Grenze Kriegshandlungen erwartet wurden. Am 1. Januar 1974 wurde Klarenthal im Rahmen einer Verwaltungsreform nach Saarbrücken eingemeindet.
Der Abbau von Steinkohle auf der Grube Velsen wurde 2005 eingestellt.
Heute hat Klarenthal 5339 Einwohner, von denen 6,6 % aus anderen Ländern – vornehmlich Italien und der Türkei – stammen. Die Erwerbstätigkeit der Ortsbewohner verteilt sich im Wesentlichen auf Industriearbeiter und Handwerker, Angestellte und Beamte. Ein reiches Vereinsleben kennzeichnet die sozialen Beziehungen innerhalb des Ortes und unterstreicht den weiterhin bestehenden dörflichen Charakter von Klarenthal. Im April 2012 feierte der Ort sein 350-jähriges Bestehen und schloss aus diesem Anlass eine Partnerschaft mit der benachbarten lothringischen Gemeinde Schœneck.
Der Gedenkstein zur Ortsgründung wurde von dem in Klarenthal geborenen Bildhauer Kai Uwe Dräger entworfen und in Sandstein geschlagen. Dräger lebt und arbeitet heute in Berlin.

## Verkehr

### Anbindung ans überregionale Straßennetz
Klarenthal liegt an der Anschlussstelle 11 Saarbrücken-Klarenthal der Bundesautobahn 620, die sich selbst in Gersweiler befindet, über diese besteht nach Westen eine Verbindung nach Saarlouis über Völklingen und nach Osten nach Saarbrücken-Innenstadt.
Zudem besteht durch ein dichtes Landstraßennetz Verbindung
- nach Süden in den restlichen Warndt (Großrosseln, Petite-Rosselle, Geislautern, Ludweiler),
- nach Nordwesten über die Fenne nach Fürstenhausen und Wehrden,
- nach Norden über Luisenthal zum Heidstock und zum Altenkessel,
- nach Südosten über Schœneck nach Stiring, Habsterdick, Forbach und zur Goldenen Bremm, sowie
- nach Nordosten über Gersweiler nach Burbach.

### ÖPNV
Der ÖPNV in Klarenthal besteht aus Bussen der Saarbahn GmbH (S&B), der Völklinger Verkehrsbetriebe (VVB) (beide Mitglieder im Saarländischen Verkehrsverbund (SaarVV)) sowie der Linie 1 des Busangebots Forbus der französischen Stadt Forbach. Die Hauptachsen führen über Gersweiler nach Burbach/Rastpfuhl (134) und in die Saarbrücker Innenstadt (103; 104), sowie über die Fenne und Fürstenhausen nach Völklingen (189). Die Buslinien befahren zudem innerörtlich unterschiedliche Routen.
Eine Eisenbahnanbindung mit Bahnhof besteht nicht.

## Vereine
Zu den Vereinen in Klarenthal zählen neben zahlreichen Sport- und Gesangsvereinen auch der CVJM Saarbrücken-Klarenthal, die Evangelische Kirchengemeinde Gersweiler-Klarenthal und das Deutsche Rote Kreuz Ortsverein Klarenthal.

## Persönlichkeiten
Peter Weber, katholischer Pfarrer (Ehrenbürger von Klarenthal)